# Seznam uzbeških pesnikov
Seznam uzbeških pesnikov.

## M
Mamdali Mahmudov -  

## O
Tolomush Okeyev - 